# False Colors
False Colors er en amerikansk stumfilm fra 1914 af Phillips Smalley og Lois Weber.

## Medvirkende
- Phillips Smalley som Lloyd Phillips.
- Lois Weber som Mrs. Moore.
- Dixie Carr som Dixie Phillips.
- Adele Farrington som Mrs. Hughes
- Charles Marriott